# サヴィニー＝レ＝ボーヌ
サヴィニー＝レ＝ボーヌ（Savigny-lès-Beaune）は、フランスブルゴーニュ＝フランシュ＝コンテ地域圏コート＝ドール県南部にある人口1,422人の村である。

## 地理
ワインのオークションで知られるボーヌの中心街から北西に4.5kmのところにある。コート・ド・ボーヌ地方の北に位置する。

## 歴史
オーリヤック文化の痕跡がオランジュ谷で発見されている。
13世紀のオータン司教は、serpentineという名のブドウ園を所有していた。ブルゴーニュ公、ヴェルジー領主、シトー会派修道院、マルタ騎士団、ボーヌのカルメル会、ボーヌやメジエールの聖職者たちがサヴィニーにブドウ園を所有していた。
ブルゴーニュ公シャルル豪胆公の死後、サヴィニー領主となったのは彼の娘マリーであった。サヴィニーが女公マリーの側についた報復として、フランス王ルイ11世によってサヴィニー＝レ＝ボーヌ城は破壊された。
城は、17世紀初頭に所有者となったエティエンヌ・ブイエによって復元された。エティエンヌの死後息子のジャンは、メゾン＝ラフィット城でマンサールが扱ったのをモデルとする大きな階段をつくった.。メーヌ公爵夫人が摂政オルレアン公によって宮廷を追放された後暮らしたのはこのサヴィニー＝レ＝ボーヌ城である。
初期の段階で、サヴィニーはキャンプ場に特化した観光を始めたコミューンである。

## 人口統計
| 1962年 | 1968年 | 1975年 | 1982年 | 1990年 | 1999年 | 2006年 | 2009年 |
| ------ | ------ | ------ | ------ | ------ | ------ | ------ | ------ |
| 1220   | 1285   | 1410   | 1404   | 1392   | 1422   | 1376   | 1371   |

参照元:Insee,,